# Assétou Kolga
Assétou Kolga, née le 24 avril 1988 à Treichville, est une joueuse internationale de basket-ball de Côte d'Ivoire.

## Clubs
- CSA